# Operace Greenhouse

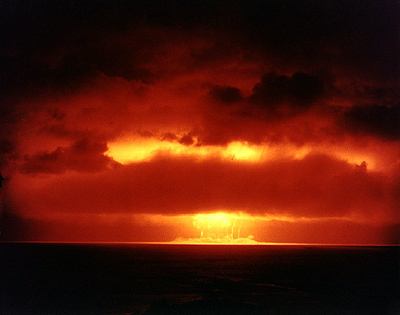
Test bomby Dog.

Operace Greenhouse byla série čtyř nukleárních testů provedených USA mezi dubnem a květnem roku 1951. Byly zde testovány bomby, které využívaly termonukleární fúzi. Jednalo se o 4 testy – Dog, Easy, George, Item. První 2 byly testy 2 nových strategických bomb Mk-5 a Mk-6. Další 2 byly ale zajímavější. George byl se sílou 225 kilotun nejsilnější bomba své doby, Item byla první bomba posílená termonukleární fúzí.

## Dog
- Síla: 81 kilotun
- Datum: 8. dubna 1951 6:34
- Místo: Atol Enewetak
- Typ a výška: Věž, 300 stop

Test Dog byl test strategické bomby Mk-6. Se sílou 81 kilotun to byl rekord. Bomba měla zredukovanou váhu a používala 60 bodově iniciovanou implozi, která měla lepší kompresi než stará 32 bodově iniciovaná imploze. Bomby typu Mk-6 byly první masově zavedené jaderné zbraně v arzenálu USA (počet přes 1000 kusů). Používala kompozitní jádro na bázi uranu 235 a plutonia 239.

## Easy
- Síla: 47 kilotun
- Datum: 21. duben 1951 6:26
- Místo: Atol Enewetak
- Typ a výška: Věž, 300 stop

Typ bomby Mk-5. Kompozitní jádro na bázi uranu 235 a plutonia 239. Snížená hmotnost bomby. 92 bodově iniciovaná imploze. Bomba této konstrukce byla použita jako primární v testu první skutečné termonukleární bomby Ivy Mike. Test Easy sloužil ke zkoumání efektu jaderného výbuchu na vojenské stavby atd.

## George
- Síla: 225 kilotun
- Datum: 9. května 1951 9:30
- Místo: Atol Enewetak
- Typ a výška: 200 stop vysoká věž

George byl prvním termonukleárním testem. Šlo o jakousi cylindrickou implozi na duté jádro, ve kterém bylo kryogenické deuterium s pár procenty tritia pro snadnější „zapálení“ termonukleární fúze. Zařízení mělo 8 stop v průměru a bylo 2 stopy tlusté. Velkou částí se na tomto podílel Edward Teller, ale nakonec se zjistilo, že jde o slepou uličku a další vývoj směřoval k Teller-Ulamově koncepci. Téměř třikrát překročilo rekord bomby „Dog“.

## Item
- Síla: 45,5 kilotun
- Datum: 25. května 1951 6:17
- Místo: Atol Enewetak
- Typ a výška: 200 stop vysoká věž

Byla to první bomba posílená termonukleární fúzí. Dovnitř jádra z obohaceného uranu se napustila směs (nejspíše plynného) deuteria a tritia, která zvýšila sílu z asi 20 na 45,5 kilotun TNT.